# Marten Linßen
Marten Linßen (* 30. August 1998 in Duisburg) ist ein deutscher Basketballspieler.

## Laufbahn
Linßen spielte in der Jugend der SFD 75 Düsseldorf, ehe er zu Bayer Leverkusen wechselte und dort für die Mannschaften in der Jugend-Basketball-Bundesliga sowie Nachwuchs-Basketball-Bundesliga spielte. In der Saison 2015/16 kam er für Bayers Herrenmannschaft zu drei Einsätzen in der 2. Bundesliga ProA. Während der Spielzeit 2016/17 (Leverkusen war mittlerweile in die 2. Bundesliga ProB abgestiegen) erhielt Linßen in 22 Partien Spielzeit und verbuchte im Schnitt 4,4 Punkte sowie 3,5 Rebounds.
Zur Saison 2017/18 entschied er sich zum Wechsel in die Vereinigten Staaten, um an der Valparaiso University im Bundesstaat Indiana seine Basketballkarriere voranzutreiben und zugleich ein Studium zu absolvieren. Nach einem Spieljahr dort wechselte er an die University of North Carolina at Wilmington (ebenfalls erste NCAA-Division), musste aber zunächst die Saison 2018/19 wegen der Transferbestimmungen aussetzen. Nachdem er in der Saison 2019/20 10,5 Punkte und 4,6 Rebounds je Begegnung erzielt hatte, wechselte er in Hinblick auf die Saison 2019/20 erneut die Hochschule und ging an die Saint Louis University. Er stand bis 2022 in 52 Spielen für Saint Louis' Mannschaft auf dem Feld und erzielte im Schnitt 6,4 Punkte sowie 3 Rebounds.
Im Sommer 2022 nahm er ein Vertragsangebot des deutschen Zweitligisten Uni Baskets Paderborn an. In seiner ersten Spielzeit nach der Rückkehr nach Deutschland war Linßen Leistungsträger der Paderborner, erzielte im Mittel 11,2 Punkte sowie 6,7 Rebounds je Begegnung. Nach einem Spieljahr in Ostwestfalen ging er zum Zweitligakonkurrenten Gladiators Trier. Linßen gewann mit der Mannschaft Ende Mai 2025 den Meistertitel in der 2. Bundesliga ProA.

### Nationalmannschaft
Bei der U18-Europameisterschaft 2016 wurde Linßen in drei Spielen eingesetzt.